# Boulder Dash (Lake Compounce)
Boulder Dash in Lake Compounce (Bristol, Connecticut, USA) ist eine Holzachterbahn des Herstellers Custom Coasters International, die am 21. Mai 2000 eröffnet wurde. Diese war die schnellste und längste Holzachterbahn an der Ostküste, bevor sie von El Toro in Six Flags Great Adventure übertroffen wurde.
Für die Struktur der Bahn wurde Holz der Sumpfkiefer verwendet, für die Schienen Holz von Douglasien. Der Streckenverlauf der 1440,2 m langen Bahn wurde an das natürliche, gebirgige Gelände von Lake Compounce angepasst, komplett mit Bäumen und Felsen in unmittelbarer Nähe zur Schiene.
2001 und 2004 wurde Boulder Dash von der National Amusement Park Historical Association zur besten Holzachterbahn der Welt gewählt und nahm 2004 den Platz der besten Holzachterbahn beim Golden Ticket Award von Amusement Today ein.

## Züge
Boulder Dash besitzt zwei Züge von Philadelphia Toboggan Coasters mit jeweils sechs Wagen. In jedem Wagen können vier Personen (zwei Reihen à zwei Personen) Platz nehmen.